# Weißer Bach
Der Weiße Bach ist ein Zufluss des Ammersees im oberbayerischen Landkreis Weilheim-Schongau.

## Geographie
Der Weiße Bach entsteht im Kerschlacher Forst und fließt zunächst in westlicher Richtung, speist und durchläuft den Hochschloßweiher, danach in nördlicher und nach einem Knick wieder westlicher Richtung durch den Weiler Vorderfischen, bis zur Mündung von Süden in den Ammersee, im dortigen Bereich als Brunnwiesgraben bezeichnet.